# Йоган Непомук Вільчек

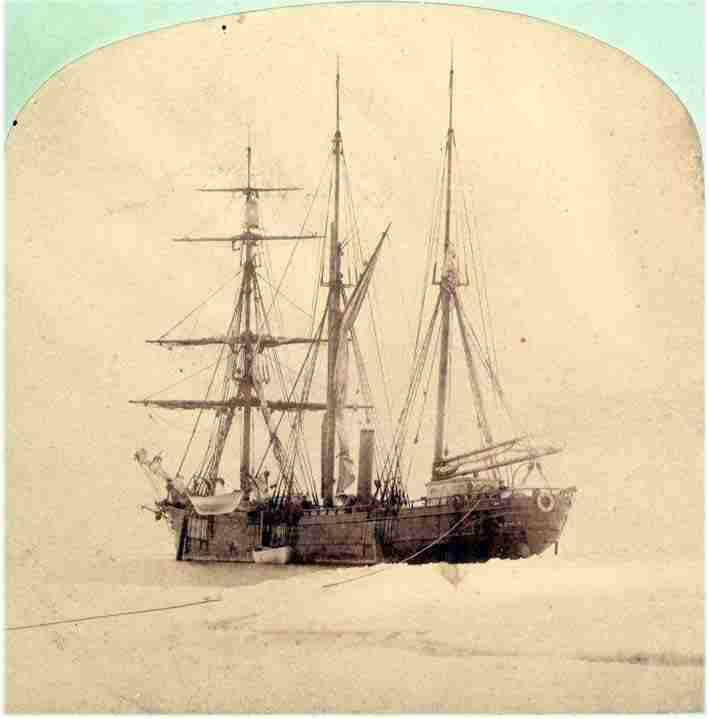
Вітрильно-моторна шхуна «Tegetthoff»

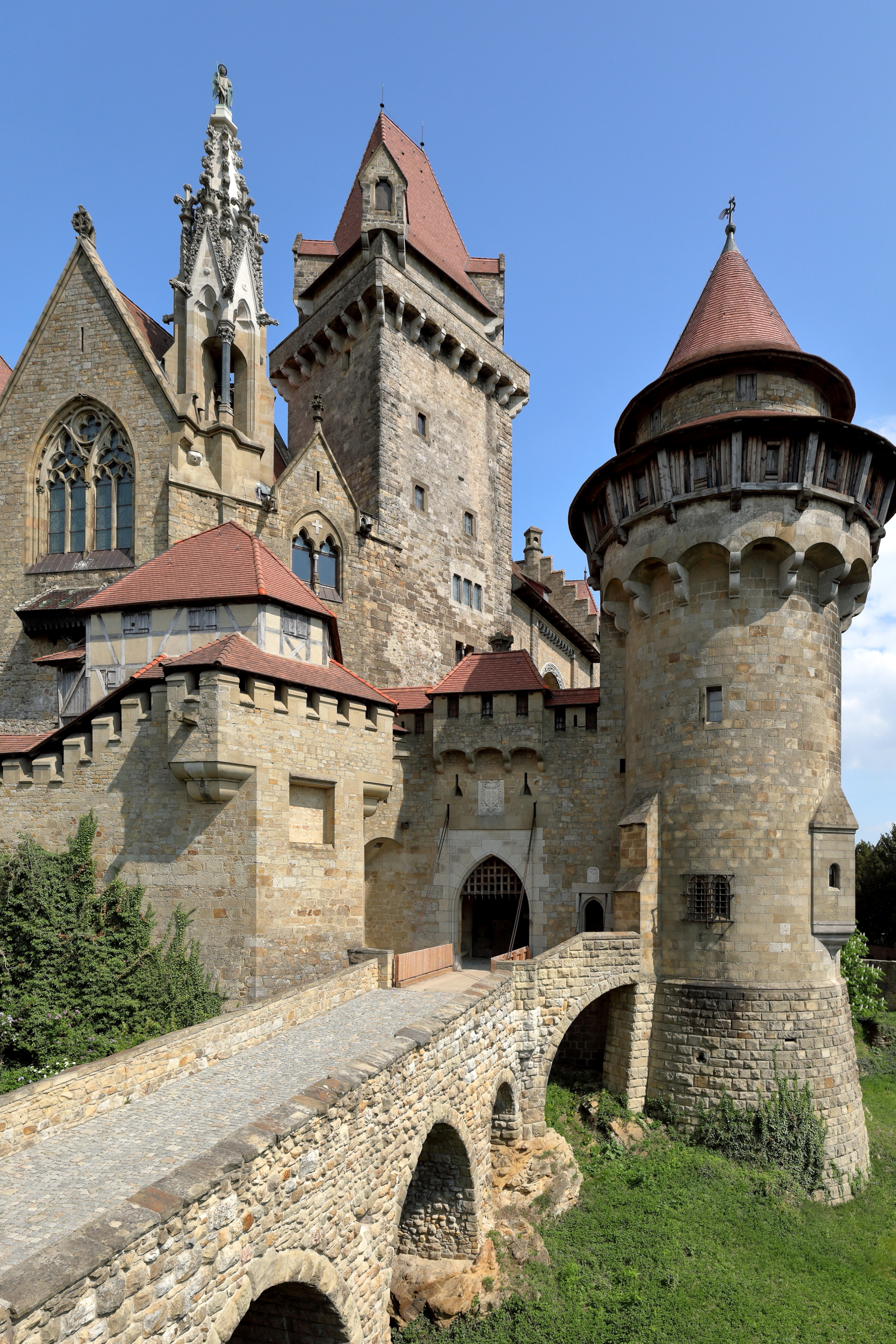
Замок Кройцштайн

Йоган Непомук граф Вільчек (нім. Johann Nepomuk Wilczek; 7 грудня 1837, Відень — 27 січня 1922, Відень), званий Ганс Граф Вільчек — австрійський полярний дослідник, меценат мистецтв.

## Біографія
Вільчек вивчав археологію, мистецтво, природничу історію. У 1863 подорожував до Криму, на Кавказ. Як доброволець брав участь 1866 у Німецькій війні. Подорожував до Африки (1868—1870).
Був співорганізатором Австро-угорської Полярної експедиції Юліуса Пайєра та Карла Вейпрехта (1872—1874), для якої збудував шхуну «Admiral Tegetthoff», купив необхідне устаткування, припаси.
Був керівником Другої експедиції з метою підготовки запасів провіанту, вугілля для Полярної експедиції, заклавши склад на острові Баренца. Добрався до гирла Печори, звідки по ній, Волзі подорожував через Росію і 9 листопада повернувся до Відня.
Полярна експедиція виявила 1874 невідомі острови, названі іменем цісаря — Земля Франца-Йосифа. Один з островів назвали на честь кронпринца Рудольфа, два інших островом Вільчека і Землею Вільчека. Після двох зимівель, замість передбаченої однієї, експедиція повернулась (машиніст помер) до гавані на островах Нова Земля і влітку 1874 урочисто повернулись до Відня. Вільчека обрали президентом Австрійського Географічного товариства і він взявся за організацію Першого міжнародного полярного року 1882/83. За власні кошти облаштував станцію на острові Ян-Маєн. З 1881 член Нумізматичного товариства Відня. Разом з Теодором Більротом заснував шпиталь Рудольфінергаус, Добровільне товариство рятувальників (1881), Віденський студентський конвікт.
Для Ц.к. Державного музею Вільчек став важливим покровителем. Разом з кронпринцем Рудольфом, ерцгерцогом Вільгельмом Вільчек був з 1885 співголовою Комітету, відповідального за розвиток і формування музею, відкритого 25 травня 1891 цісарем Францем Йосифом, якого Вільчек особисто провів по експозиції. З 1874 він Вільчек розпочав перебудову замків Кройцштайн біля Відня, Моосгам під музеї для свої колекцій.
Йоган Непомук Вільчек помер 27 січня 1922 у Відні і був захоронений у склепі замку Кройцштайн.

## Нагороди
- Командорський хрест ордена Леопольда (1873)[6].
- Лицар Ордену Золотого Руна.